# Prunus subcorymbosa
Prunus subcorymbosa — вид квіткових рослин з родини трояндових (Rosaceae). Ареал охоплює такі країни: Болівія, Колумбія, Еквадор, Перу.

## Середовище
Населяє гірські ліси в сезонно сухому тропічному біомі.

## Використання
Його використовують як паливо.